# Birmingham Bowl 2015 (janvier)
Ne doit pas être confondu avec Birmingham Bowl 2015 (décembre), joué dans le cadre de la saison universitaire 2015.
Match précédent Match suivant
Le Birmingham Bowl 2015 était un match annuel, d'après saison régulière 2014, de football américain de niveau universitaire qui s'est joué le 3 janvier 2015 à partir de 11:00 am ET (soit à 18:00 heures française).
Il s'est déroulé au Legion Field à Birmingham en Alabama aux États-Unis.
Il s'agissait de la 9e édition du Birmingham Bowl qui opposait l'équipe de East Carolina Piratesissue de la conférence AAC à l'équipe de Florida Gators issue de la conférence SEC
Il a été retransmis par ESPN.

## Présentation du match
| Équipes             | Conférences | Entraîneurs            | Stats. saison rég. |
| ------------------- | ----------- | ---------------------- | ------------------ |
| Florida             | Big Ten     | D. J. Durkin (Intérim) | 6-5                |
| East Carolina       | AAC         | Ruffin McNeill         | 8-4                |
| Arbitre : Dan Romeo |             |                        |                    |

Il ne s'agissait que de la seconde rencontre entre ces deux équipes, Florida ayant gagné le match précédent en 1983.
East Carolina jouait son second Birmingham Bowl, ayant gagné le match inaugural de 2006 (dénommé le PapaJohns.com Bowl) en battant South Florida Bulls sur le score de 24 à 7.
L'équipe de Florida jouait son premier Birmingham Bowl. Elle et a été dirigée par l'ancien coordinateur défensif, D. J. Durkin, remplaçant le coach principal, Will Muschamp, licencié en fin de saison 2014. Le futur coach de l'équipe sera Jim McElwain, ancien coach de Colorado State.

## Résumé du match
Données météorologique : ciel nuageux (pluies éparses), vent de SE de 4,5 m/s, 13 °C
| QT                           | Temps                        | Drive                        | Drive                        | Drive                        | Équipe                       | Description de l'action | Score | Score |
|                              |                              | Jeux                         | Yards                        | TDP                          |                              | | ECU   | UF    |
| 1                            | 07:06                        | 12                           | 78                           | 03:50                        | ECU                          | TD par WR Justin Hardy à la suite d'une réception d'une passe de 3 yards de QB Shane Carden + 1 pt de conversion par kicker Warren Harvey                 | 7     | 0     |
| 1                            | 03:09                        | -                            | -                            | -                            | UF                           | TD conséquence d'une interception et d'une course de 29 yards par DB Brian Poole + 1 pt de conversion par kicker Austin Hardin                            | 7     | 7     |
| 2                            | 14:56                        | 4                            | 68                           | 00:54                        | UF                           | TD à la suite d'une course de 2 yards par RB Adam Lane + 1 pt de conversion par kicker Austin Hardin                                                      | 7     | 14    |
| 2                            | 06:23                        | 13                           | 80                           | 6:23                         | UF                           | TD par WR Brandon Powell à la suite d'une réception d'une passe de 13 yards de QB Treon Harris + 1 pt de conversion par kicker Austin Hardin              | 7     | 21    |
| 3                            | 12:51                        | 4                            | 70                           | 00:42                        | ECU                          | TD par WR Cam Worthy à la suite d'une réception d'une passe de 4 yards de QB Shane Carden + 1 pt de conversion par kicker Warren Harvey                   | 14    | 21    |
| 3                            | 11:20                        | 3                            | 91                           | 01:31                        | UF                           | TD de 86 yards par WR Ahmad Fulwood à la suite réception d'une passe de QB Treon Harris suivie d'une course + 1 pt de conversion par kicker Austin Hardin | 14    | 28    |
| 3                            | 06:10                        | 7                            | 44                           | 01:26                        | ECU                          | FD de 24 yards par kicker Warren Harvey | 17    | 28    |
| 4                            | 11:55                        | 10                           | 54                           | 02:59                        | ECU                          | FG de 24 yards par kicker Warren Harvey | 20    | 28    |
| "TDP" = temps de possession. | "TDP" = temps de possession. | "TDP" = temps de possession. | "TDP" = temps de possession. | "TDP" = temps de possession. | "TDP" = temps de possession. | "TDP" = temps de possession. | 20    | 28    |

## Statistiques
| Statistiques par Équipes               | Statistiques par Équipes | Statistiques par Équipes |
| Statistiques                           | ECU                      | UF                       |
| -------------------------------------- | ------------------------ | ------------------------ |
| 1er downs                              | 32                       | 15                       |
| Conversion de 3e Down                  | 8/20                     | 8/17                     |
| Conversion de 4e Down                  | 0/2                      | 0/0                      |
| Jeux–yards                             | 536 yards en 101 jeux    | 339 yards en 71 jeux     |
| Yards à la course                      | 109                      | 168                      |
| Yards à la passe                       | 427                      | 171                      |
| Passes : Réussies-Tentées-Interceptées | 34/68, 427 yards         | 13/28 171 yards          |
| Réussite en zone rouge/chances         | 4/7                      | 2/2                      |
| TD                                     | 2                        | 4                        |
| Field Goals                            | 2                        | 0                        |
| Sacks (Nombre-Yards perdus)            | 2                        | 4                        |
| Fumbles (Nombre/Perdus)                | 2/1                      | 2/2                      |
| Pénalités (Nombre/Yards perdus)        | 5/35 yards               | 6/40 yards               |
| Temps de possession                    | 32:23                    | 27:37                    |

| Meilleur Joueur (MVP) | Meilleur Joueur (MVP) | Meilleur Joueur (MVP) |
| --------------------- | --------------------- | --------------------- |
| Nom                   | Équipe                | Poste                 |
| Adam Lane             | Florida               | RB                    |

| Statistiques Individuelles | Statistiques Individuelles | Statistiques Individuelles       |
| -------------------------- | -------------------------- | -------------------------------- |
| Quaterbacks                |                            |                                  |
| ECU                        | Carden, Shane              | 34/66, 427 yards , 2 TDs, 2 Int. |
| UF                         | Driskel, Jeff              | 8/17, 48 yards, 0 TD             |
| Meilleurs coureurs         |                            |                                  |
| ECU                        | Hairston, Chris            | 17 courses, 73 yards             |
| UF                         | Lane, Adam                 | 16 courses, 109 yards, 1 TD      |
| Meilleurs receveurs        |                            |                                  |
| ECU                        | Hardy, Justin              | 11 Réc., 160 yards, 1 TD         |
| UF                         | Robinson, Demarcus         | 6 Réc., 36 yards                 |
| Meilleurs Takleurs         |                            |                                  |
| ECU                        | Williams, Brandon          | 5 tackles, 6 assistes, 1/2 sack  |
| UF                         | Maye, Marcus               | 7 tackles, 1 assiste             |